# 원 라이프 투 리브
《원 라이프 투 리브》(영어: One Life to Live, 약어 OLTL)는 1968년 7월 15일부터 2012년 1월 13일까지 ABC에서 방영된 미국의 연속극이다.
2012년 텔레비전 시리즈 방영 종료 후 ToLN(디 온라인 네트워크)에서 2013년 5월 29일부터 8월 19일까지 웹 시리즈로 방영하였다. 어려서부터 이 연속극의 애청자였으며 직접 배우로 출연하기도 했던 스누프 도그가 새 주제가를 쓰고 프로듀싱하였다.

## 출연진
성 A-Z
- 브라이언 크랜스턴 (1985)
- 마샤 크로스 (1986-88)
- 스누프 도그 (2008)
- 네이선 필리언 (1994-97, 2007)
- 로런스 피시번 (1973-76)
- 토미 리 존스 (1971-75)
- 주디스 라이트 (1977-83)
- 헤이든 패너티에어 (1994-97)
- 라이언 필리피 (1992-93)
- 필리샤 러샤드 (1984)
- 엘리자베스 롬 (1997-98)
- 블레어 언더우드 (1985)
- 레인 윌슨 (1997)